# 袖崎村
袖崎村（そでさきむら）は山形県北村山郡にあった村。現在の村山市北東端、最上川右岸、奥羽本線袖崎駅周辺にあたる。

## 地理
- 河川：最上川

## 歴史
- 1889年（明治22年）4月1日 - 町村制の施行により、土生田村、本飯田村、五十沢村の区域をもって発足。
- 1954年（昭和29年）12月1日 - 村山市に編入。同日袖崎村廃止。

## 交通

### 鉄道路線
- 日本国有鉄道
  - 奥羽本線
    - 袖崎駅

### 道路
- 国道13号